# رولاند جونز
رولاند جونز (بالإنجليزية: Roland Jones )‏ (و. 1813 – 1869 م) هو سياسي، ومحامي، وقاضي، من الولايات المتحدة الأمريكية، كان عضوًا في الحزب الديمقراطي الأمريكي، توفي في شريفبورت، عن عمر يناهز 56 عاماً.

## مناصب
تولى منصب عضو مجلس النواب الأمريكي، وعضو مجلس النواب لويزيانا.